# (1812) Gilgamesh
(1812) Gilgamesh es un asteroide que forma parte del cinturón de asteroides y fue descubierto por Ingrid van Houten-Groeneveld, Cornelis Johannes van Houten y Tom Gehrels el 24 de septiembre de 1960 desde el observatorio del Monte Palomar, Estados Unidos.

## Designación y nombre
Gilgamesh se designó inicialmente como 4645 P-L.
Más tarde fue nombrado por Gilgamesh, un personaje de la mitología babilonia.

## Características orbitales
Gilgamesh orbita a una distancia media del Sol de 3,007 ua, pudiendo acercarse hasta 2,754 ua y alejarse hasta 3,259 ua. Tiene una excentricidad de 0,08398 y una inclinación orbital de 10,27°. Emplea 1904 días en completar una órbita alrededor del Sol.